# Borgo San Martino
Borgo San Martino är en ort och kommun i provinsen Alessandria i regionen Piemonte i Italien. Kommunen hade 1 398 invånare (2018).